# Caspar Popplau
Caspar Popplau (Vorname auch Kaspar, Nachname auch Poppelau, Popplaw, bzw. Popelow; * um 1435; † 28. März 1499) war ein angesehener und reicher königlicher Schöffe und Mitglied im Rat von Breslau, der Hauptstadt des böhmischen Fürstentums Breslau.

## Biographie
Caspar Popplau entstammte der Breslauer Patrizierfamilie Popplau. Seine Eltern waren Hans Popplau und die aus Breslau stammende Hedwig, geborene Ungeraten. Der Vater Hans, der der Bedeutendste seines Geschlechts gewesen sein soll, wanderte am 26. Mai 1433 aus Liegnitz aus und gründete in Breslau eine familiäre Handelsgesellschaft, an der auch verschwägerte Familienmitglieder beteiligt waren. Nach dem Tod seines Vaters 1458 leitete Caspar Popplau zusammen mit seinem jüngeren Bruder Nikolaus Popplau die Tuchhandelsgesellschaft. Die Vormundschaft über seine Kinder hatte Hans Popplau seinem Vetter Andreas sowie Antonius Hörnig und Konrad Eisenreich übertragen. Peter Krebil übernahm die Vollmacht über Caspar und dessen Bruder Nikolaus für den Bereich der Handelsgesellschaft. Caspar Popplau studierte damals an der Universität Krakau und hatte keine Erfahrung in kaufmännischen Geschäften. Da sein Bruder Nikolaus häufig auf Reisen war, trat er aus der Handelsgesellschaft aus.
Popplau erhandelte sich offenbar geschickt einen großen Reichtum. Da Oskar Pusch diesen Reichtum auch auf die wieder normalisierten Handelsverhältnisse nach dem Olmützer Frieden zurückführte, scheint sich Popplaus Reichtum auf eine Zeit nach 1479 zu beziehen. 1472 war er bereits seit einem Jahr Breslauer Schöffe. Von seinem Reichtum erkaufte sich Popplau vor allem Landbesitz im Weichbild Breslau: Unter anderem im Jahr 1480 Zaumgarten (seit 1945 Chrzanów-Magnice), die Hälfte von Klettendorf samt Scholtisei und Pollogwitz (Polakowice), das er 1486 außer dem Herrenhof wieder verkaufte. 1481 erwarb er halb Schliesa (Śleszów) und nach weiteren zehn Jahren Stabelwitz (Stabłowice), 1493 halb Marschwitz (Marszowice) und Leonhardwitz (Lenartowice) samt Vorwerk, und 1495 ganz Marschwitz. Zwischenzeitlich hatte er 1487 Zaumgarten wieder verkauft, den Rest vererbte er. Nach Aufzeichnungen im Breslauer Stadtbuch besaß er auch Nimkau (Miękinia) und Saabor (Zabor Wielki).
Seit 1483 war Popplau Schöffe und stand nicht zuletzt seines Reichtums wegen in gutem Ansehen. Er gab das Schöffenamt, das er zuvor im Jahr 1472 schon einmal innegehabt hatte, bis zu seinem Lebensende nicht mehr ab, nur im Jahr 1491 war er stattdessen Konsul. Pusch schrieb über ihn, er sei „der beste Rechtskenner Breslaus im Mittelalter“ gewesen.
Entsprechend den Lebensdaten seiner Kinder heiratete Popplau wohl um die Jahre 1470 bis 1475 Agnes Behme, eine Tochter des Breslauer Bürgers Andreas Behme und der Hedwig von Bank. Das ungefähre Hochzeitsdatum wird daraus ersichtlich, dass Caspars Tochter Agnes 1492 verwitwet war und seine Tochter Magdalene 1492 heiratete.

### Nachkommen
Popplau hatte elf Kinder: Hieronimus, Nikolaus und Georg starben offenbar früh. Sein Sohn Hans († 1537) hatte ebenfalls viele Kinder. Thomas († 1554) war taubstumm, erhielt einen jährlichen Zins aus dem väterlichen Erbe und wohnte seit 1511 in Barottwitz (Bratowice), das ihm sein Bruder Hans überlassen hatte. Agnes († nach 1516) war verheiratet mit Mattheus Schebitz († 1492). Klara († 1506) heiratete Lorenz von Heugel, Magdalene († nach 1505) heiratete 1492 Kaspar Krawitz. Hedwig († nach 1521) war verheiratet mit Heinz Dompnigs Sohn Hans. Anna († nach 1519) heiratete Wenzel von Hörnig, einen schon vor der Hochzeit treuen Partner der Handelsgesellschaft. Katharina ging ins Breslauer Katharinenkloster, verließ es aber später vermutlich wieder.

## Werke
- Der Rechte Weg. Breslauer Rechtshandbuch (1490–93)[3]
- Remissorium. Nachschlagewerk (1490–93)[4]